# Hohe Mandling
Die Hohe Mandling (bisweilen: der Hohe Mandling) ist ein 967 m ü. A. hoher Berg in den Gutensteiner Alpen im südlichen Niederösterreich.

## Lage und Umgebung
Die Hohe Mandling erhebt sich mit recht steilen Flanken zwei Kilometer nördlich des Piestingtals. Der gesamte Westteil des Bergstocks und auch sein höchster Punkt gehören zum Gebiet der Marktgemeinde Pernitz im Bezirk Wiener Neustadt-Land. Die Südostflanke liegt im Gebiet der Marktgemeinde Waldegg, während die nordöstlichen Ausläufer zum Gemeindegebiet von Hernstein und somit bereits zum Bezirk Baden gehören.
Nördlich des Bergstocks entspringt der Feichtenbach, der im Pernitzer Ortsteil Ortmann in die Piesting mündet. Die nördliche Grenze zum Nachbarberg Waxeneck bildet der Geyersattel. Hier entspringt der Veitsauer Bach, der nach Nordosten durch Grillenberg in die Triesting abfließt. Von der östlich benachbarten, etwas niedrigeren Vorderen Mandling wird der Berg durch das Stampftal getrennt.
Die Hohe Mandling ist ein beliebtes Ausflugsziel für Wanderer. Auf der Gipfelkuppe des Berges stand auf der sogenannten Knödelwiese die Berndorfer Hütte, die 2007 abbrannte und deren verbliebene Grundmauern in der Folge auch abgetragen wurden.

## Entstehung des Namens
Die Hohe Mandling wurde erstmals 1369 als Mandlich erwähnt. Nach Heinz Pohl ist der Name slawischen Ursprungs und leitet sich von slawisch *monьnika, von *monĭ-/*moń- (= „Hals“, „Sattel“) ab. Dieser Wortstamm machte die gleiche Bedeutungsentwicklung durch wie das Lateinische collum (= „Hals“ hin zu „Sattel“, „Pass“).
Uneinigkeit besteht darüber, ob Mandling männlichen oder weiblichen Geschlechts ist. In Landkarten lassen sich sowohl die Bezeichnung „Hohe Mandling“ als auch „Hoher Mandling“ finden. Die Karten des BEV verwenden die weibliche Form.

## Geschichte
Am 20. November 1866 wurde der letzte Wolf Niederösterreichs zwischen Fotzeben und der Hohen Mandling durch den erzherzoglichen Forstadjunkten Michael Wagner aus dem Berndorfer Ortsteil Steinhof erlegt. Daran erinnert nicht nur eine Gedenktafel, die an jener Stelle aufgehängt wurde, sondern auch die in der Gegend verbreiteten Sagen über einen Geisterwolf, der zwischen der Wolfsbuche und der nördlich von Pottenstein gelegenen Wolfsgeist (Lage) spuken soll.
Auf der Hohen Mandling eröffnete am 1. August 1920 die „Ortsgruppe Berndorf und Umgebung“ in einer zweckgemäß instandgesetzten Jagdhütte der Forst- und Domänendirektion Herrnstein die Berndorfer Hütte als Provisorium, um das Gebiet der Mandling dem Touristenverkehr leichter zu erschließen. Die bereits geplante Schutzhütte, für deren Verwirklichung die Geldmittel noch nicht gereicht hatten, war neben dem Bauprovisorium (das auf Pritschen mit Heu immerhin 20 Personen Nächtigung bieten konnte) als Modell im Maßstab 1:25 zu besichtigen.

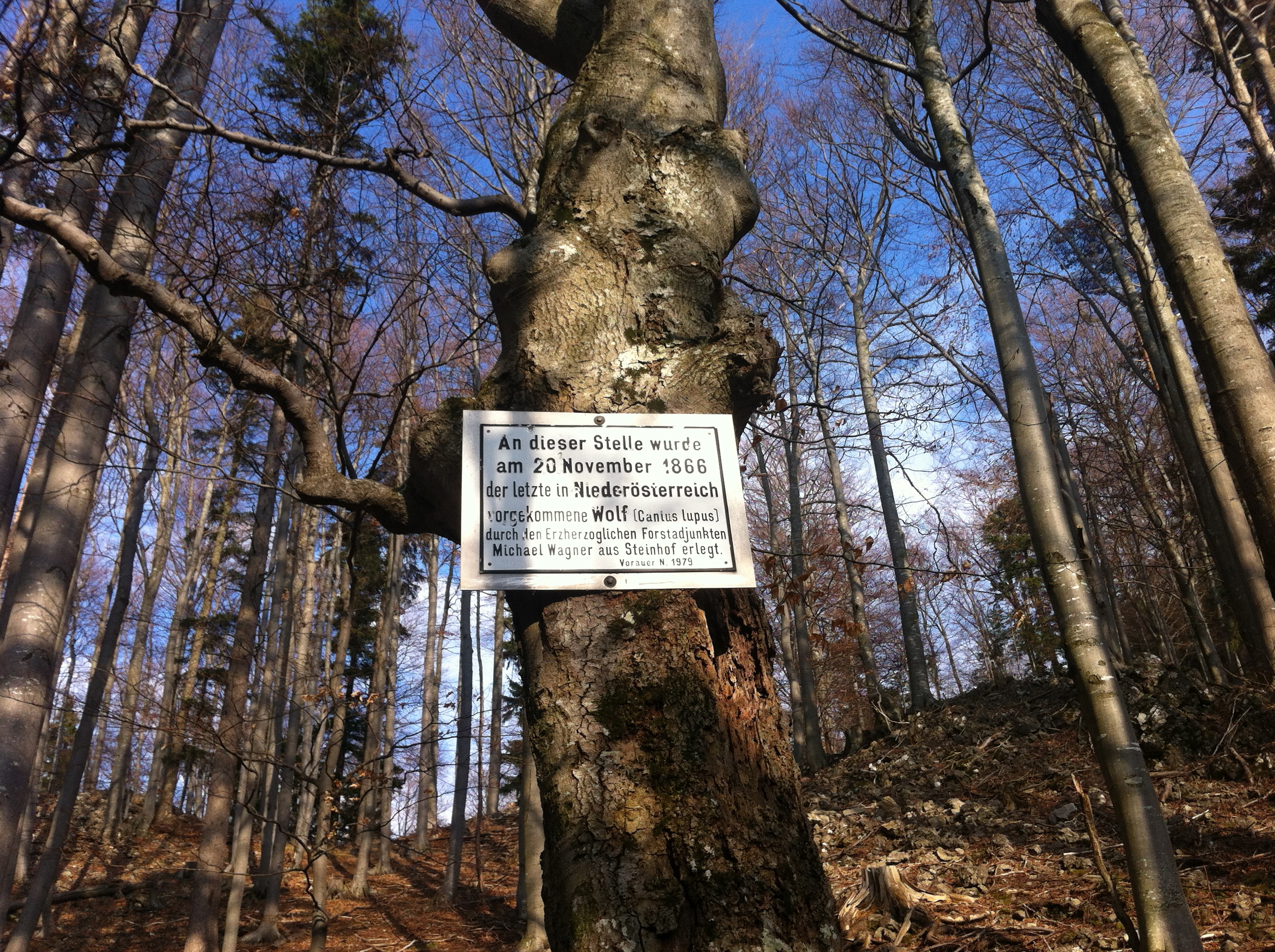
Gedenktafel an jener Stelle, an der der letzte Wolf Niederösterreichs erlegt wurde

Auf Betreiben des Berndorfer Turnvereins Jahn fand am 8. September 1923 auf der entsprechend vorbereiteten Bergwiese das erste Bergturnfest statt. Diese sich auf den völkischen Gedanken stützende Veranstaltung (ab 1925: Gau-Bergturnfest) fand, mit Ausnahme des Jahres 1934, bis 1943 (dem 19. Mal), jährlich statt. Bisweilen nahmen 400 Personen an den leichtathletischen Wettbewerben teil; für einen Teil der bis zu 2000 Besucher wurden (neben der beschränkten Zahl von Unterbringungen im Schutzhaus sowie einer unweit gelegenen Jagdhütte) Zelte aufgebaut; wer keine Unterkunft in Gipfelnähe finden konnte, wählte den morgendlichen Aufstieg vorzugsweise vom Talschluss des zu Hernstein gehörenden Grillenbergtals, der Schwaig, wo in manchen Jahren ein Fahrradparkplatz eingerichtet war.
Nach zweijähriger Bauzeit wurde am 27. Juli 1924 das ursprüngliche Bauvorhaben mit einer Eröffnungsfeier erfolgreich abgeschlossen. Die Berndorfer Hütte wurde während des Zweiten Weltkriegs wegen ihrer schwer erreichbaren Lage von Partisanen und Deserteuren als Zentrum des bewaffneten Widerstandes gegen den Nationalsozialismus genutzt.

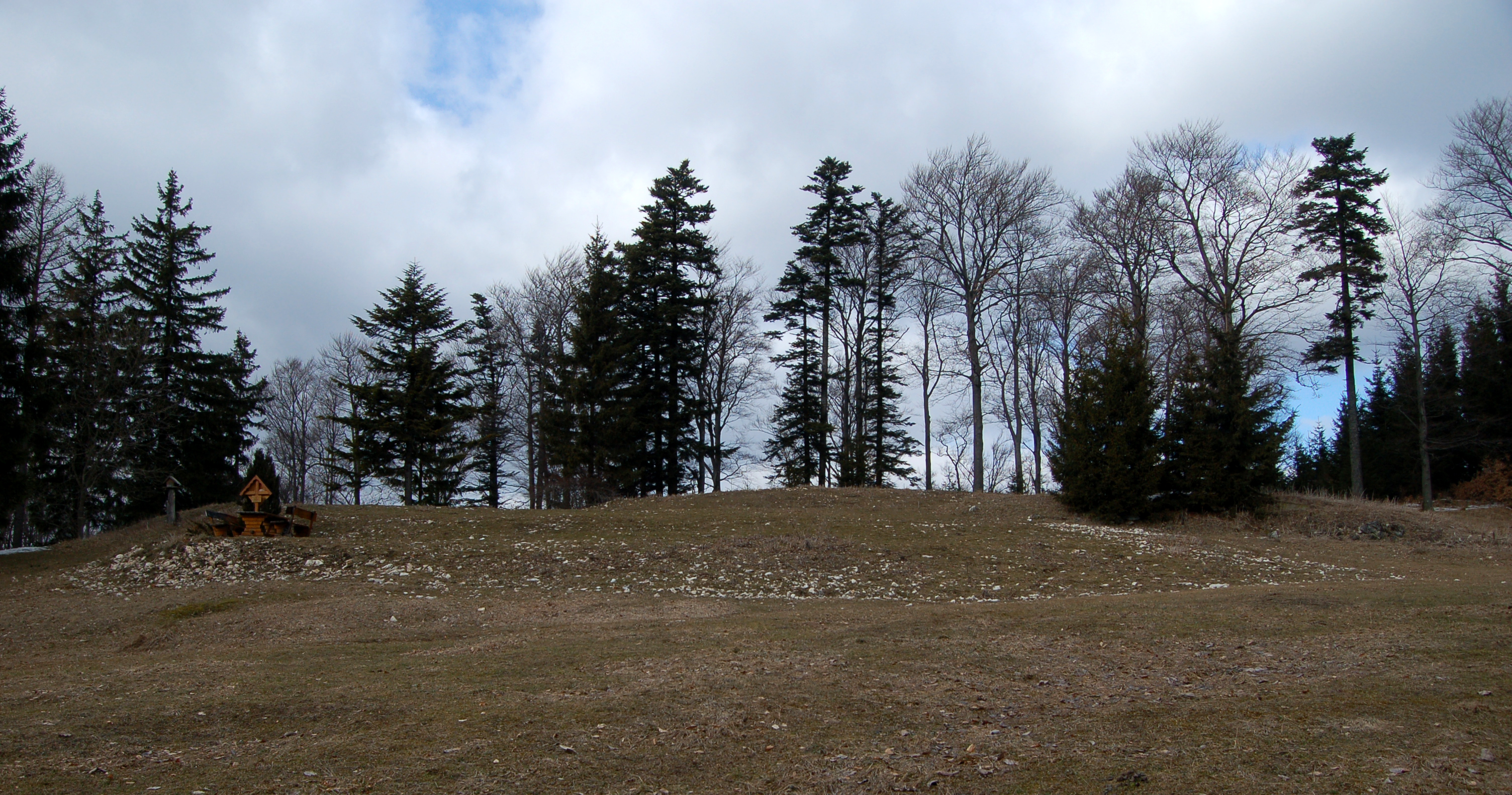
Der Gipfelbereich, wo bis 2007 die Berndorfer Hütte stand.

Als nach dem Zweiten Weltkrieg die Berndorfer Gruppe nicht wieder gegründet wurde, übernahm der Österreichische Gebirgsverein die Berndorfer Hütte, welche (nach einigen Verwaltungsproblemen während der 1980er-Jahre) an die 1979 als Verein ins Leben gerufene Gruppe Baden kam. Neu verpflichtete Pächter renovierten 1980 die Schutzhütte und erhielten sie auf diese Weise weiterhin als Übernachtungs- und Verpflegungsstätte für Besucher des Berges. Vom 9. auf den 10. November 2007 brannte die Hütte aus bisher ungeklärter Ursache bis auf die Grundmauern ab, eine 27 Einsatzfahrzeuge umfassende Löschaktion blieb aufgrund der einschichtigen Örtlichkeit ohne Erfolg.

## Wege
Die Hohe Mandling ist auf folgenden Wegen erreichbar:
- Von Grillenberg, Gemeinde Hernstein, erschließt sich die Hohe Mandling über einen Forstweg durch die Fotzeben.
- Von Neusiedl, Gemeinde Hernstein, geht ein Forstweg über den kleinen und großen Rosenkogel auf die Hohe Mandling.

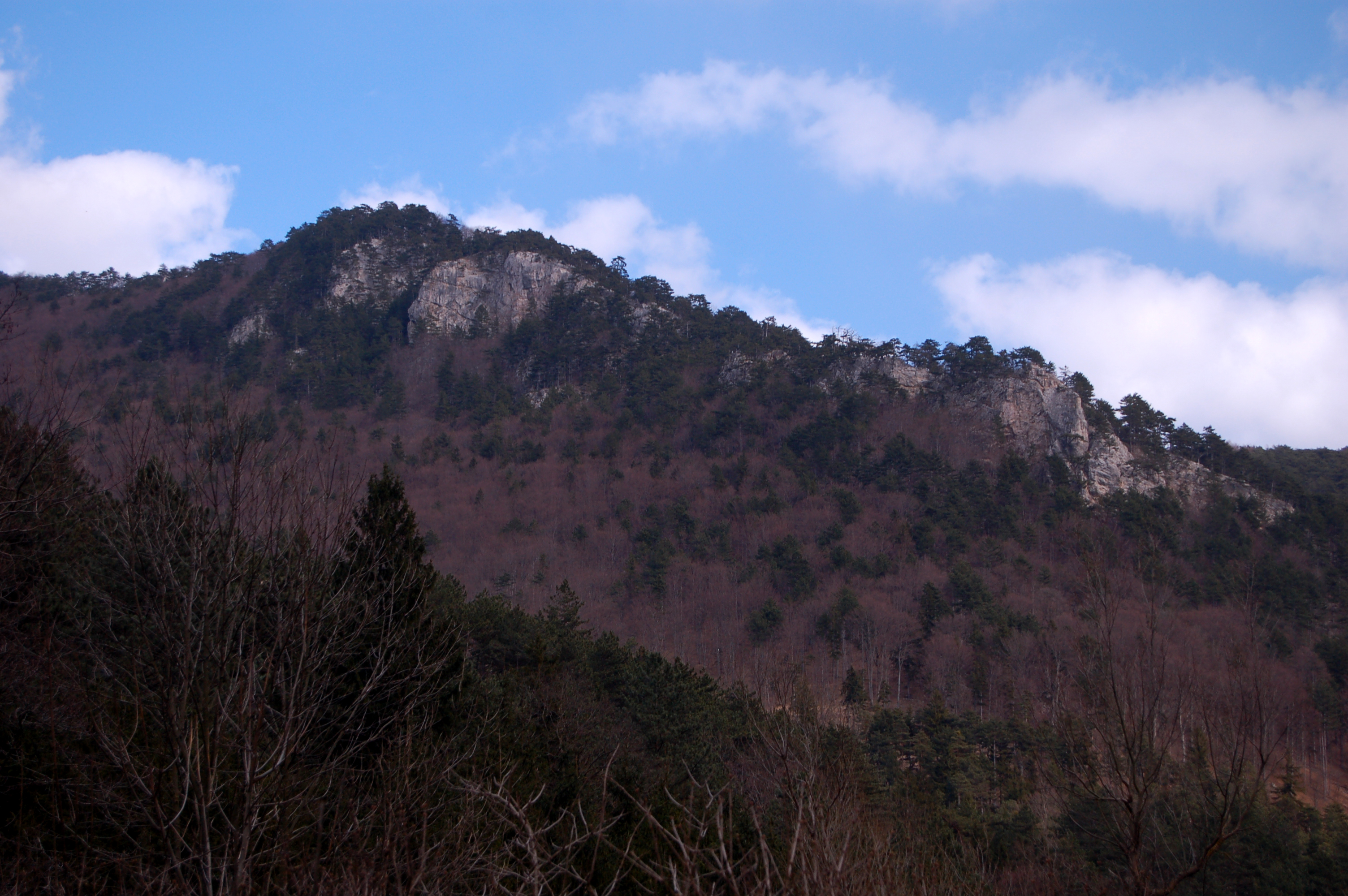
Die Süßwände aus der Quarb

- Die Süßwände aus der QuarbVon Reichental, Gemeinde Waldegg, kann entweder aus der Talenge der Quarb entlang der Süßwände oder über den Mozartfelsen[13] zum Gipfel gelangt werden.
- Die Wanderroute 231 hinauf zur Spitze über den Kleinen Rosenkogel (730 m) beginnt in Waldegg,[13] ist aber auch von Oed (ebenfalls Waldegg) aus über das Stampftal und von Alkersdorf über den Wanderweg 201A zu erreichen.
- Von Pernitzer Ortsteil Ortmann ist der Gipfel über den steilen Wanderweg 36 durch die Reissleiten und über das ca. 2022 abgetragene[14] Gehöft Mandling 2 (Mittermandlingsbauer bzw. „Braunsberger“ bzw. „Reuscher“) zu erreichen.
- Von Feichtenbach, ebenfalls Gemeinde Pernitz, führt ein steiler Wanderweg über den Geyersattel zum Gipfel der Hohen Mandling.
- Vom Waxeneckhaus her kommt der Nordalpenweg (Österreichischer Weitwanderweg 01 von Wien nach Bregenz), der sich unter dem Gipfel in zwei Varianten teilt. Die Hauptroute 01 verläuft hinunter nach Waidmannsfeld, die Variante 01A über Peisching auf die Hohe Wand.

Nächste Verpflegungs- und Übernachtungsmöglichkeit ist das Waxeneckhaus auf 785 Meter Seehöhe, das sich in der Nähe des Geyersattels auf dem Waxeneck befindet.